# Manutchehr Salimi
Manutchehr Salimi Galangaschi (Shahrestān di Rudbar, ... – Teheran, 21 dicembre 1981) è stato un politico iraniano, parlamentare ucciso dal neo-nato regime islamico.

## Biografia
Manuchehr venne accusato di essere un cospiratore filo-monarchico, in seguito alla rivoluzione islamica.
In un atto d'accusa del 19 luglio 1980, il Pubblico Ministero disse quanto segue riguardo ad altri partecipanti di questo presunto piano di colpo di Stato: "Questi entusiasti del regime marcio, sudicio e reazionario dello Shah, questi sostenitori dell'imperialismo americano assetato di sangue, [avevano in mente di] portare la democrazia americana... e dopo due anni di coprifuoco e oppressione assoluta, includere l'opzione monarchica sul referendum..."
Il Pubblico Ministero sottolineò: "Questa cospirazione non è stata pianificata in un vuoto [vacuum] e quindi non può essere descritta in un unico atto d'accusa; e questi cospiratori non possono essere considerati detenuti ordinari. Sono criminali che hanno minato la verità appena ritrovata, l'onore e la dignità di una comunità libera di musulmani. Considerando questo, e consultando i versetti del Sacro Corano riguardo alla punizione di un ribelle contro il sovrano islamico, è imperativo che i detenuti ricevano la loro punizione secondo la Shari'a."
La Corte Rivoluzionaria Islamica dell'Esercito di Teheran identificò Salimi come "Mofsed" (corruttore sulla Terra) e "Mohareb" (combattente contro Dio). Venne giustiziato dal plotone di esecuzione a Teheran il 21 dicembre 1981.